# Vasylkivský rajón
Vasylkivský rajón (ukrajinsky Васильківський район) byl rajón v Kyjevské oblasti na Ukrajině. Hlavním městem byl Vasylkiv a rajón měl přibližně 58 tisíc obyvatel. 

## Sídla v rajónu
- Hlevacha
- Hrebinky
- Doslidnycke
- Kalinivka